# Doro Müggler
Dorothée (genannt Doro) Müggler (* 21. August 1973 in London) ist eine Schweizer Schauspielerin.

## Leben und Wirken
Sie wuchs in Dänemark, Libyen, Deutschland und der Schweiz auf, da ihr Vater Konsularbeamter war. Bereits im frühen Jugendalter entschied sie sich, ohne ihre Eltern in Bern zu bleiben und besuchte dort das Gymnasium. Nach der Matura begann Müggler ein Jurastudium, welches sie abbrach um eine Lehre als Buchhändlerin zu machen. Nach der Lehre in Bern studierte sie 1998 bis 2002 Schauspiel an der Hochschule für Musik und Theater Zürich. Sie ist seither freischaffende Schauspielerin.
2005 gründete sie die Freie Gruppe Weltalm Theater mit anderen Theaterschaffenden. Die Freie Kompanie macht seither unter ihrer Leitung Kinder- und Jugendtheater. Weiter wirkt Doro Müggler seit dem Jahre 2000 in diversen Schweizer Film-, Fernseh- und Theaterproduktionen mit. 2018 erhielt sie von der Stadt Bern das Off-Stage-Stipendium, welches Kunstschaffende für ein Jahr finanziell unterstützt. 2010 lernte Müggler auf einem Filmdreh Sabine Timoteo kennen und es entsteht Privat, wie auch beruflich eine Freundschaft. Die beiden produzierten 2017 zusammen den Film Sag mir nicht, du kannst nicht singen.
Doro Müggler hat einen Sohn und lebt mit ihrer Familie im Berner Länggassquartier.

## Filmografie (Auswahl)
- 2004: Lücken im Gesetz – Regie: Christof Schertenleib
- 2007: Bersten – Regie: Michael Finger
- 2007: René – Regie: Tobias Noelle
- 2008: Jimmie – Regie: Tobias Ineichen
- 2008: Nachglühen – Regie: Lisa Blatter
- 2008: Wo ist Max? – Regie: Juri Steinhart
- 2009: Zwerge sprengen – Regie: Christof Schertenleib
- 2010: Die Praktikantin – Regie: Peter Luisi
- 2010: Sommervögel – Regie: Paul Riniker
- 2011: Wenn alle da sind – Regie: Michael Krummenacher
- 2011: Von hier direkt zum Seehund – Regie: Matto Kämpf
- 2015: I love you. What’s your name? – Regie: Sabine Timoteo
- 2016: Flitzer – Regie: Peter Luisi
- 2017: Sag mir nicht, du kannst nicht singen – Regie: Sabine Timoteo
- 2018: Mario – Regie: Marcel Gisler
- 2019: Atlas – Regie: Greta Gyson
- 2022: Aller Tage Abend – Regie: Felix Tissi

## Fernsehen (Auswahl)
- 2000: Seefeld – Regie: Sabine Harbeke (Schweizer Fernsehen)
- 2004: Anjas Engel – Regie: Pascal Verdosci (Schweizer Fernsehen)
- 2004: Lücken im Gesetz – Christoph Schertenleib (Schweizer Fernsehen)
- 2007: Jimmie – Regie: Tobias Ineichen (Schweizer Fernsehen)
- 2008: Nachglühen – Regie: Lisa Blatter
- 2008: Wo ist Max? – Regie: Juri Steinhart
- 2008: René – Regie: Tobias Nölle
- 2019: Wilder II – Regie: Pierre Monnard (Schweizer Fernsehen)

## Theater (Auswahl)
- 2002: Pausenreihe und Platzhirsche – Regie: Sascha Hawemann (ZHDK)
- 2003: Sleepperformance – Regie: Brigitte Helbling (Gessnerallee Zürich)
- 2003: je m'en souviens plus... – Regie: David Bösch (Rote Fabrik Theater Zürich)
- 2004: Oblomov – Regie: Sascha Petrov (Keller62 Zürich)
- 2005: Mary Poppins – Regie: Peter Zumstein (Schlachthaus Theater Bern, Phönix Theater Linz)
- 2010: Die Leuchten der Nacht – Regie: Nilas Torpus (Theater Marie)
- 2011: Balkanmusik – Regie: Manuel Bürgin (Schlachthaus Theater Bern)
- 2011: Altweiberfrühling – Regie: Steffen Huber (Stadttheater Bern)
- 2013: Das doppelte Lottchen – Regie: Liliane Steffen (Schlachthaus Theater Bern, CH, A, und DE Tournee)
- 2015: Findlinge – Regie: Lena Lessing (Tojo Theater Bern, Theater Winterthur)
- 2015: David Copperfield – Regie: Lena Lessing (Schlachthaus Theater Bern)
- 2017: Green Eggs – Regie: Dominique Jann (Schlachthaus Theater Bern)
- 2023: It depends – Regie: Carole Blanc, Weltalm Theater (Schlachthaus Theater Bern, Prozess Bar Bern, Theater GZ Buchegg, Zentralwäscherei Zürich)